# Game Over: Kasparov and the Machine
Game Over: Kasparov and the Machine (auf Deutsch etwa: Das Spiel ist aus: Kasparow und die Maschine), in den USA als Game Over bekannt, ist eine Filmdokumentation aus dem Jahre 2003.

## Handlung
Der Film handelt vom zweiten Wettkampf zwischen Garri Kasparow und dem IBM-Schachcomputer Deep Blue, der 1997 in New York City stattfand. Kasparow hatte den ersten Wettkampf 1996 in Philadelphia mit 4:2 gewonnen, obwohl er die erste Partie des Wettkampfes gegen den Schachcomputer verloren hatte. Die damalige Niederlage war die erste verlorene Schachpartie eines amtierenden Schachweltmeisters gegen einen Schachcomputer unter Turnier- und Wettkampfbedingungen. (Deep Blue – Kasparow, Philadelphia 1996, 1. Wettkampfpartie). Kasparow war 1997 der beste Schachspieler der Welt und seit 1985 durchgehend Schachweltmeister. Deep Blue war im Vergleich zum ersten Wettkampf mit Kasparow im Vorjahr weiterentwickelt worden und erhielt inoffiziell den Spitznamen „Deeper Blue“. 
Kasparow verlor den Wettkampf 2½–3½.
| Partie | Weiß      | Schwarz   |     |
| ------ | --------- | --------- | --- |
| 1      | Kasparow  | Deep Blue | 1–0 |
| 2      | Deep Blue | Kasparow  | 1–0 |
| 3      | Kasparow  | Deep Blue | ½–½ |
| 4      | Deep Blue | Kasparow  | ½–½ |
| 5      | Kasparow  | Deep Blue | ½–½ |
| 6      | Deep Blue | Kasparow  | 1–0 |

Vor allem der große Unterschied der Züge von Deep Blue zwischen der 1. Partie (klare Niederlage) und 2. Partie (klarer Sieg) wird im Film beleuchtet und hinterfragt.
Kasparow: "Game 2 was not just a single loss of a game, it was the loss of the match, because I couldn't recover."
In Interviews mit Kasparow und seinem Manager auf der einen und Mitgliedern des „Deep Blue“-Teams wird den Gründen der Niederlage nachgegangen. Kasparow beschuldigte das Team um Deep Blue des Betruges. Er vermutete, dass während der Spiele ein menschlicher Spieler eingesetzt wurde, um die strategische Stärke von Deep Blue zu verbessern. Als Metapher für diesen Verdacht wird im Film die Geschichte des „Schachtürken“ eingebaut, eines Schachautomaten aus dem 18. Jahrhundert, der heimlich von Menschen gesteuert wurde. Der Film deutet außerdem an, dass IBMs stark beworbener Sieg mit Deep Blue Teil eines Plans war, um den Marktwert des Unternehmens zu steigern.

## Hintergrund
Der Film wurde auf dem Toronto International Film Festival 2023 erstmals öffentlich vorgeführt. Im Vereinigten Königreich kam der Film am 23. Januar 2004 und in den Vereinigten Staaten am 3. Dezember 2004 raus.